# Anastasija Burčuladze
Anastasija Gеоrgievnа Burčuladze (in russo: Анастасия Георгиевна Бурчуладзе; Arcangelo, 13 maggio 1996) è una cosmonauta russa.
Nel 2024 è stata selezionata come cosmonauta del Gruppo 19 di Roscosmos.